# Fukutoku-Okanoba
Fukutoku-Okanoba (福徳岡ノ場?) es un volcán submarino que es parte de las Islas Volcánicas en las Islas Bonin de Japón. Está situado a 5 kilómetros al noreste de la isla de Iwo Jima del sur.

## Historia
La erupción más antigua registrada del Fukutoku-Okanoba en 1904 formó una isla efímera llamada Shin-Iwo-jima (Nueva Isla de Sulfuro). También se han formado otras islas efímeras, la más reciente en 1986.  En agosto de 2021 la Agencia Meteorológica de Japón informó de una erupción subterránea ocurrida a las 6:20 del 13 de agosto. 16 años después del anterior evento, ocurrido en 2005;
ahora es la noticia más relevante del  2021 por los noticieros.